# 哈格福什
哈格福什（瑞典語：Hagfors）是瑞典韦姆兰省哈格福什市镇的城区。2010年，有人口5,146人。